# The National Anthem
"The National Anthem" (en anglès; "l'himne nacional") és una cançó del grup de rock alternatiu anglès Radiohead. Presentada com la tercera pista de l'àlbum Kid A (2000), "The National Anthem" és una de les cançons més populars del disc i és tocada habitualment als concerts de Radiohead.
La cançó s'havia intentat enregistrar prèviament el 1994 i el 1997, però segons el baixista de Radiohead Colin Greenwood, la banda va decidir que "era massa bona per usar-la com la cara B dels senzills d'OK Computer". La cançó està marcada per la repetició d'una línia de baix (baix obstinat), que se sent de fons durant gairebé tota la cançó, sobre el qual hi musiquen instruments electrònics i de jazz. A l'enregistrament de l'àlbum, qui toca el baix és el vocalista Thom Yorke, que va compondre el riff de baix als 16 anys; en directe, en canvi, qui toca el baix és Colin Greenwood.
Per enregistrar la peça, els membres Thom Yorke i Jonny Greenwood van conduir els músics de jazz, tot i la seva inexperiència com a instructors musicals. Segons digué Yorke a una entrevista, "Una broma corrent quan érem als estudis era: Tan sols bufeu. Tan sols bufeu, tan sols bufeu, tan sols bufeu", referint-se a la secció caòtica dels instruments de metall. Tanmateix, malgrat l'aspecte caòtic de l'enregistrament, en realitat cada instrument toca un solo diferent sobre el riff. Aquesta secció fou influïda pel baixista i compositor de jazz Charles Mingus. David Fricke, de Rolling Stone, definí el moment com "una banda d'instruments de metall de Nova Orleans marxant cap a un mur de maons".
A un cert moment de la cançó la lletra és confusa: hi ha qui diu que Yorke canta "So Alone", quan d'altres diuen que canta "What's Going On?". Kid A no consta de lletres oficials i Yorke no ho diu. També es pot interpretar com a "It's Holding On".
"The National Anthem" fou la cançó que obria la majoria de concerts de Radiohead durant els anys 2000 i 2001, i també fou la primera cançó en l'àlbum de directe I Might Be Wrong: Live Recordings (2001).
La cançó ha estat versionada per diversos grups i artistes com per exemple el duet japonès que toca el shamisen Yoshida Brothers pel seu àlbum Prism (2009) o The Jazz Passengers pel seu àlbum Reunited (2010). Meshell Ndegeocello i Mr Russia van realitzar una versió pels àlbums de tribut a Radiohead Exit Music: Songs with Radio Heads (2006) i Every Machine Makes A Mistake : A Tribute To Radiohead respectivament. El raper Lupe Fiasco va utilitzar un sample de la cançó al mixtape Enemy Of The State: A Love Story (2009).

## Personal
Radiohead
- Colin Greenwood – baix elèctric (en viu)
- Jonny Greenwood – ones Martenot, ràdio FM (en viu)
- Ed O'Brien – guitarra elèctrica (en viu)
- Phil Selway – veu, baix elèctric
- Thom Yorke – bateria

Altres músics
- Henry Binns – mostreig rítmic
- Andy Bush – trompeta
- Andy Hamilton – saxòfon tenor
- Steve Hamilton – saxòfon alt
- Stan Harrison – saxòfon baríton
- Martin Hathaway – saxòfon alt
- Liam Kerkman – trombó
- Mike Kersey – trombó baix
- Mark Lockheart – saxòfon tenor